# Nagroda im. ks. Augustina Weltzla „Górnośląski Tacyt”
Nagroda im. ks. Augustina Weltzla „Górnośląski Tacyt” – coroczna nagroda przyznawana od 2007 roku badaczom i popularyzatorom historii Górnego Śląska. Patronem jest XIX-wieczny historyk, pionier górnośląskiej historiografii, ks. Augustin Bogislaus Weltzel, nazywany „Górnośląskim Tacytem”. Nagrodę ustanowił Ruch Autonomii Śląska. Statuetka wręczana laureatom przedstawia postać patrona z atrybutami Klio. Jej autorem jest rzeźbiarz Augustyn Dyrda.

## Kapituła
- dr hab. Małgorzata Myśliwiec (Uniwersytet Śląski)
- dr Norbert Honka (Uniwersytet Opolski)
- prof. Ryszard Kaczmarek (Uniwersytet Śląski) – przewodniczący
- dr hab. Zbigniew Kadłubek (Uniwersytet Śląski)
- dr hab. Tomasz Nawrocki (Uniwersytet Śląski)
- prof. Joanna Rostropowicz (Uniwersytet Opolski)
- dr Tomasz Słupik (Uniwersytet Śląski)
- dr hab. Barbara Szczypka-Gwiazda (Uniwersytet Śląski)

## Miejsca ceremonii

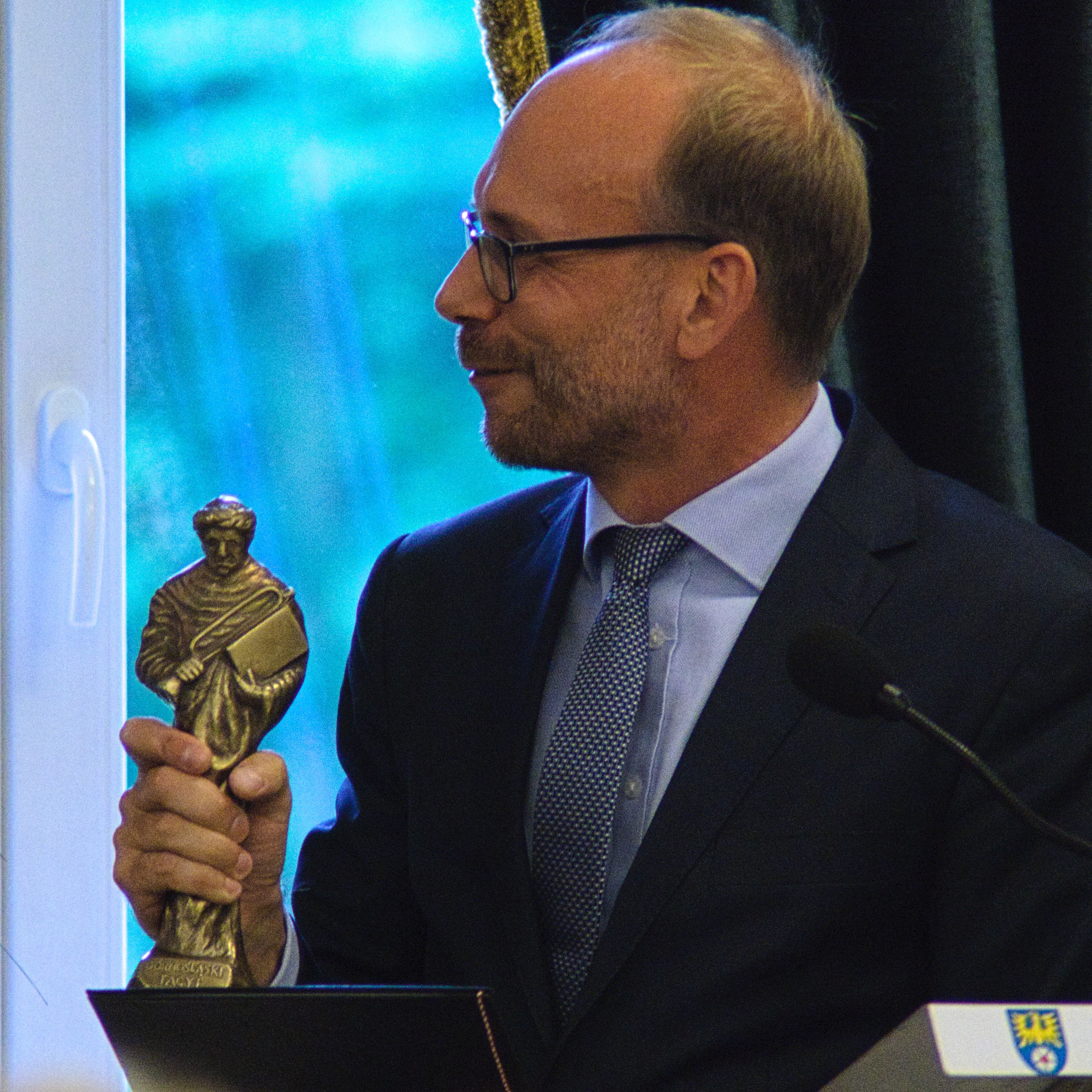
Jerzy Gorzelik, lider Ruchu Autonomii Śląska, trzymający statuetkę nagrody podczas gali w Nakle Śląskim (2019)

- za rok 2018: Pałac Donnersmarcków w Nakle Śląskim, 30 maja 2019[4]
- za rok 2017: Regionalny Instytut Kultury w Katowicach, 29 maja 2018 r.[5]
- za rok 2016: Centrum Kultury w Tworkowie, 13 czerwca 2017 r.
- za rok 2015: Dom Pamięci Żydów Górnośląskich w Gliwicach, 10 czerwca 2016 r.
- za rok 2014: Kompleks Sztygarka w Chorzowie, 28 maja 2015 r.
- za rok 2013: Kompleks Sztygarka w Chorzowie, 26 czerwca 2014 r.[6]
- za rok 2012: Galeria Szyb Wilson w Katowicach-Janowie, 6 czerwca 2013 r.
- za rok 2011: Aula im. Kazimierza Popiołka na Wydziale Nauk Społecznych Uniwersytetu Śląskiego w Katowicach, 24 maja 2012 r.
- za rok 2010: Aula im. Kazimierza Popiołka na Wydziale Nauk Społecznych Uniwersytetu Śląskiego w Katowicach, 6 czerwca 2011 r.
- za rok 2009: Chorzowskie Centrum Kultury, Chorzów, 20 maja 2010 r.
- za rok 2008: ośrodek dydaktyczny Uniwersytetu Śląskiego, Rybnik, 20 maja 2009 r.
- za rok 2007: Miejskie Centrum Kultury, Ruda Śląska, 20 maja 2008 r.
- za rok 2006: Pałac Donnersmarcków, Nakło Śląskie, 16 maja 2007 r.

## Laureaci
| Za rok | Kategoria     | Laureat                      | Nagrodzone dzieło | Laudator                                               |
| ------ | ------------- | ---------------------------- | --- | ------------------------------------------------------ |
| 2024   | Badacz        |                              | |                                                        |
| 2024   | Popularyzator |                              | |                                                        |
| 2023   | Badacz        | Jerzy Sperka                 | | Stanisław Rosik                                        |
| 2023   | Popularyzator | Paweł Czado                  | | Józef Krzyk                                            |
| 2022   | Badacz        | Ryszard Kaczmarek            | „Słownik powstań śląskich” |                                                        |
| 2022   | Popularyzator | Robert Talarczyk             | |                                                        |
| 2021   | Badacz        |                              | |                                                        |
| 2021   | Popularyzator |                              | |                                                        |
| 2020   | Badacz        |                              | |                                                        |
| 2020   | Popularyzator |                              | |                                                        |
| 2019   | Badacz        |                              | |                                                        |
| 2019   | Popularyzator |                              | |                                                        |
| 2018   | Badacz        | Bogusław Tracz               | Gliwice. Biografia miasta | Ryszard Kaczmarek                                      |
| 2018   | Popularyzator | Grzegorz Kulik               | za całokształt działalności, zwłaszcza za przekłady Dracha Szczepana Twardocha i Małego Księcia Antoine’a de Saint-Exupéry’ego na język śląski | Małgorzata Myśliwiec                                   |
| 2017   | Badacz        | prof. Grażyna Szewczyk       | całokształt dorobku naukowego | dr hab. Zbigniew Kadłubek                              |
| 2017   | Popularyzator | Remigiusz Lis                | digitalizacja zbiorów Biblioteki Śląskiej | prof. Ryszard Kaczmarek                                |
| 2016   | Badacz        | dr hab. Halina Dudała        | Clerus decanatus plesnesis w świetle protokołów kongregacji dekanalnych pszczyńskich z lat 1691–1756. Edycja źródłowa                          | dr hab. Wacław Gojniczek                               |
| 2016   | Popularyzator | Szczepan Twardoch            | całokształt twórczości związany z historią Górnego Ślaska                                                                                      | dr hab. Zbigniew Kadłubek oraz dr hab. Tomasz Nawrocki |
| 2015   | Badacz        | dr Barbara Kalinowska-Wójcik | Między wschodem i zachodem. Ezechiel Zivier (1868–1925). Historyk i archiwista                                                                 |                                                        |
| 2015   | Popularyzator | dr hab. Mariusz Jochemczyk   | Wobec tradycji. Śląskie szkice oikologiczne | dr hab. Zbigniew Kadłubek                              |
| 2014   | Badacz        | dr hab. Wacław Gojniczek     | Urzędy książęce i ziemskie w ustroju księstwa cieszyńskiego (1477–1653)                                                                        |                                                        |
| 2014   | Popularyzator | Josef Gröger                 | za publikacje poświęcone historii Koźla i okolic                                                                                               |                                                        |
| 2013   | Badacz        | dr Grzegorz Bębnik           | Publikacje dotyczące września 1939 r. w śląskich miastach                                                                                      |                                                        |
| 2013   | Popularyzator | Alojzy Lysko                 | cykl książek Duchy Wojny |                                                        |
| 2012   | Badacz        | dr hab. Irma Kozina          | Ikony dizajnu w województwie śląskim | dr hab. Barbara Szczypka                               |
| 2012   | Popularyzator | dr Michał Smolorz            | pośmiertnie, Śląsk wymyślony i za całokształt dokonań                                                                                          | dr hab. Zbigniew Kadłubek                              |
| 2011   | Badacz        | prof. Alfred Sulik           | Historia Mysłowic | prof. Ryszard Kaczmarek                                |
| 2011   | Popularyzator | prof. Joanna Rostropowicz    | Śląskie opowieści z dreszczykiem | dr hab. Zbigniew Kadłubek                              |
| 2010   | Badacz        | prof. Aleksander Nawarecki   | całokształt twórczości, Lajerman | dr Zbigniew Kadłubek                                   |
| 2010   | Popularyzator | Kazimierz Kutz               | Piąta strona świata | Aleksandra Klich                                       |
| 2009   | Badacz        | dr Beata Giblak              | Wygnaniec i jego ojczyzny. Max Hermann-Neisse (1886-1941). Życie. Twórczość. Recepcja                                                          | dr Zbigniew Kadłubek                                   |
| 2009   | Popularyzator | dr Jan F. Lewandowski        | Wojciech Korfanty (biografia) | Krzysztof Karwat                                       |
| 2008   | Badacz        | prof. Wojciech Kunicki       | Śląsk. Rzeczywistości wyobrażone | dr Zbigniew Kadłubek                                   |
| 2008   | Popularyzator | Krzysztof Karwat             | Górny Śląsk. Świat najmniejszy (cykl w chorzowskim Teatrze Rozrywki)                                                                           | Henryk Waniek                                          |
| 2007   | Badacz        | dr Jerzy Polak               | Poczet panów i książąt pszczyńskich (dwa tomy)                                                                                                 | prof. Ryszard Kaczmarek                                |
| 2007   | Popularyzator | Małgorzata Szejnert          | Czarny ogród | Aleksandra Klich                                       |
| 2006   | Badacz        | prof. Ewa Chojecka           | Sztuka Górnego Śląska od średniowiecza do końca XX wieku                                                                                       | dr hab. Irma Kozina                                    |
| 2006   | Popularyzator | Henryk Waniek                | Finis Silesiae | dr Zbigniew Kadłubek                                   |